# Rhombodera latipronotum
Rhombodera latipronotum es una especie de mantis de la familia Mantidae.

## Distribución geográfica
Se encuentra en la China.